# Annika Klose

Annika Klose (2025)

Annika Gisela Klose (* 24. Juni 1992 in Dortmund) ist eine deutsche Politikerin (SPD). Seit 2021 ist sie Mitglied des Deutschen Bundestages. Zuvor war sie von 2015 bis 2020 Landesvorsitzende der Berliner Jusos.

## Persönlicher Werdegang
Klose wuchs im niedersächsischen Clausthal-Zellerfeld auf, wo sie 2011 an der Robert-Koch-Schule das Abitur abschloss. Ihre Familie besitzt dort seit dem Jahr 1897 ein Fensterbauunternehmen, dessen Mitgesellschafterin sie ist. Ihre Großmutter Ingrid Klose war in den Jahren 1992 bis 2007 Vorsitzende der SPD-nahen AWO in Clausthal-Zellerfeld.
Nach dem Abitur absolvierte sie an der Berliner Humboldt-Universität ein Studium der Sozialwissenschaften, das sie im Jahr 2021 mit dem Master-Grad beendete. Ihre Abschlussarbeit trägt den Titel Das Verhältnis von politischen Überzeugungen und der eigenen Arbeit aus der Perspektive von abhängig Beschäftigten: Untersuchung am Beispiel der Themen Klimaschutz und Nachhaltigkeit in der deutschen Automobilindustrie. Während ihres Studiums an der Humboldt-Universität war sie von 2014 bis 2016 und von 2017 bis 2018 für die Juso-Hochschulgruppe gewähltes Mitglied des Studierendenparlamentes.
Während des Bachelor-Studiums war sie für ein Erasmus-Semester an der Universität Lyon. Im Sommer 2017 nahm sie an einer Sea-Eye-Mission zur Seenotrettung auf dem Mittelmeer teil. Von 2017 bis 2018 arbeitete sie für zehn Monate als Gewerkschaftssekretärin für Presse und Gleichstellungspolitik beim DGB-Bezirk Berlin – Brandenburg.
Sie ist Mitglied bei ver.di, der Arbeiterwohlfahrt, dem Arbeiter-Samariter-Bund, dem Willy-Brandt-Zentrum Jerusalem, dem Institut Solidarische Moderne, Amnesty International und dem Verein Sea Eye.

## Politischer Werdegang

### Sozialdemokratische Partei Deutschlands (SPD)
Klose trat der SPD im Jahr 2011 bei, wurde 2015 Juso-Landesvorsitzende in Berlin und ist seit 2016 Mitglied des Berliner Parteivorstandes. Seit dem 16. Juli 2016 ist Klose Mitglied des neunköpfigen Rates der Berliner Linken, der linken Strömung in der SPD Berlin. Seit 2018 ist sie im Vorstand des Instituts Solidarische Moderne und Mitglied der SPD-Grundwertekommission. Im Jahr 2019 kandidierte sie für das Europäische Parlament, verpasste den Einzug aber. Seit Juni 2025 ist Klose Mitglied des SPD-Parteivorstands.

### Deutscher Bundestag
Im Dezember 2020 wurde Klose von der SPD Berlin-Mitte als Bundestagskandidatin für den Bundestagswahlkreis Berlin-Mitte gewählt. In diesem Zusammenhang gab sie ihren Vorsitz bei den Jusos Berlin ab. Bei der Bundestagswahl 2021 zog sie über Listenplatz 4 der Berliner SPD in den Bundestag ein. Als Parteilinke sprach sie sich für eine rot-rot-grüne Koalition aus, kommunizierte nach der Bundestagswahl 2021 aber, dass sie auch hinter einer Ampelkoalition stehen würde. Innerhalb der SPD-Bundestagsfraktion schloss sie sich der Parlamentarischen Linken und als Teil der Landesgruppe Berlin auch der Landesgruppe Ost an. Zudem ist sie der ver.di-Tarifgemeinschaft im Bundestag beigetreten.
In dieser Legislaturperiode war sie im Petitionsausschuss des Bundestages und im Ausschuss für Arbeit und Soziales als ordentliches Mitglied tätig. Zunächst war sie stellvertretendes Mitglied des Ausschuss für Umwelt, Naturschutz und nukleare Sicherheit, wechselte aber im Verlauf der Legislaturperiode als stellvertretendes Mitglied in den Ausschuss für wirtschaftliche Zusammenarbeit und Entwicklung.
Als Teil des SPD-Landesvorstands Berlin sprach sie sich im März 2023 nach der Wiederholungswahl zum Abgeordnetenhaus erneut für eine Koalition mit der Linken und den Grünen und gegen eine von der damals regierenden Bürgermeisterin Franziska Giffey favorisierte Koalition mit der CDU aus.
Zur Bundestagswahl 2025 wurde Klose erneut als Direktkandidatin der SPD für Berlin-Mitte aufgestellt und auf Platz 2 der Landesliste gewählt. Das Direktmandat verfehlte sie als Drittplatzierte mit 16,7 Prozent der Erststimmen, zog aber über die Landesliste erneut in den Bundestag ein.
Im 21. Deutschen Bundestag ist sie Obfrau ihrer Fraktion und Mitglied im Ausschuss für Arbeit und Soziales. Außerdem ist sie Schriftführerin und stellvertretendes Mitglied im Finanzausschuss.